# The Long Defeat
The Long Defeat osmi je studijski album francuskog black metal-sastava Deathspell Omega. Diskografska kuća Norma Evangelium Diaboli objavila ga je 23. ožujka 2022.

## Popis pjesama
| 1.    | »Enantiodromia«          | 11:56 |
| 2.    | »Eadem, Sed Aliter«      | 9:08  |
| 3.    | »The Long Defeat«        | 8:35  |
| 4.    | »Sie sind gerichtet!«    | 7:17  |
| 5.    | »Our Life Is Your Death« | 7:15  |
| 44:11 |                          |       |

## Recenzije
| Recenzije          | Recenzije |
| Izvor              | Ocjena    |
| ------------------ | --------- |
| Metal Crypt        | [ 2 ]     |
| Sea of Tranquility | [ 3 ]     |
| Sputnikmusic       | 4/5       |

Album je uglavnom dobio pozitivne kritike. Ryan Gavalier dao mu je tri i pol zvjezdice od njih pet u recenziji za Sea of Tranquility i zaključio je: „Mračan je, žestok, atmosferičan i prepun eksperimentiranja. Sviđa mi se to što je struktura pjesama nepredvidljiva. Kad sam prvi put slušao [taj album], nisam imao pojma u kojem se smjeru kreću pjesme i svaki je put to bilo ugodno iznenađenje.” Michel Renaud dao mu je tri zvjezdice od njih pet u recenziji za Metal Crypt i izjavio je: „Ovo je album koji teško mogu opisati riječima, više je riječ o iskustvu; neće vas potaknuti da viknete 'to, jebote!' ili da mašete glavom, to je nešto poput popratne glazbe za sumorne dane kad se svijet raspada, što je [...] prikladno ovim vremenima...”

## Zasluge
Deathspell Omega
- Mikko Aspa – vokali
- Khaos – bas-gitara
- Hasjarl – gitara

Dodatni glazbenici
- Mortuus – vokali
- Spica – vokali
- M. – vokali